# Escuela Lionesa

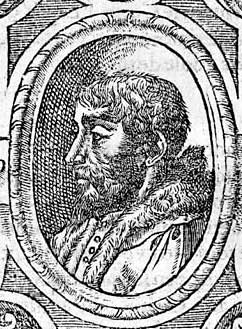
Maurice Scève, poeta francés, es considerado el fundador de la Escuela Lionesa.

La Escuela Lionesa es el nombre que reciben los poetas que desarrollaron su obra en la ciudad francesa de Lyon durante la segunda mitad del siglo XVI.
Integrada por hombres (Maurice Scève o Pontus de Tyard) y mujeres (Louise Labé y Pernette du Guillet), la Escuela Lionesa en realidad no constituye un grupo poético organizado como tal (como lo será más adelante La Pléyade), con un manifiesto y una idea poética conjunta, sino que la crítica ha agrupado con este nombre a una serie de poetas y poetisas que tienen en común elaborar su obra literaria en Lyon y en el siglo XVI.
Lyon era entonces una ciudad floreciente, en relación estrecha con Italia (se la llamaba "la Florencia francesa"); sus poetas conocían todos la lengua italiana y ellos introdujeron en Francia el italianismo petrarquista. El más antiguo de ellos es Maurice Scève, que nace en 1500. De algún modo, todos los que son considerados miembros de este grupo son discípulos suyos. Veinte años más jóvenes que Scève son Pernette du Guillet (nacida en 1520), Pontus de Tyard (1521) y Louise Labé (1525). Pernette mantuvo un romance con Scève y sirvió a éste como inspiración para su obra más conocida, Delia. Por su parte la boda forzosa de Pernette hizo que esta dedicara sus versos a su amor malogrado. También la obra de Pontus de Tyard tiene una fuerte influencia de la Delia de Scève, aunque la mujer a la que dedica sus versos éste puede haber sido Louise Labé, quien a su vez compartió amores con el también poeta Olivier de Magny.
También se considera miembros de la Escuela Lionesa a Antoine Héroët (1492 - 1568) y a Guillaume des Autels (1529 - 1581), primo de Pontus de Tyard, y otros poetas menores.
- Datos: Q876031